# Brandonvillers

Brandonvillers este o comună în departamentul Marne, Franța. În 2009 avea o populație de 146 de locuitori.